# Bunleua Sulilat
Luang Pu Bunleua Sulilat (en tailandés: หลวงปู่บุญเหลือ สุรีรัตน์, Nong Khai, 7 de junio de 1932-Nong Khai, 10 de agosto de 1996) fue un místico, líder espiritual y escultor tailandés conocido por sus parques de arte marginal Sala Keoku y Parque Buda (lao:ວັດຊຽງຄວນ, tai: วัดเซียงควน).

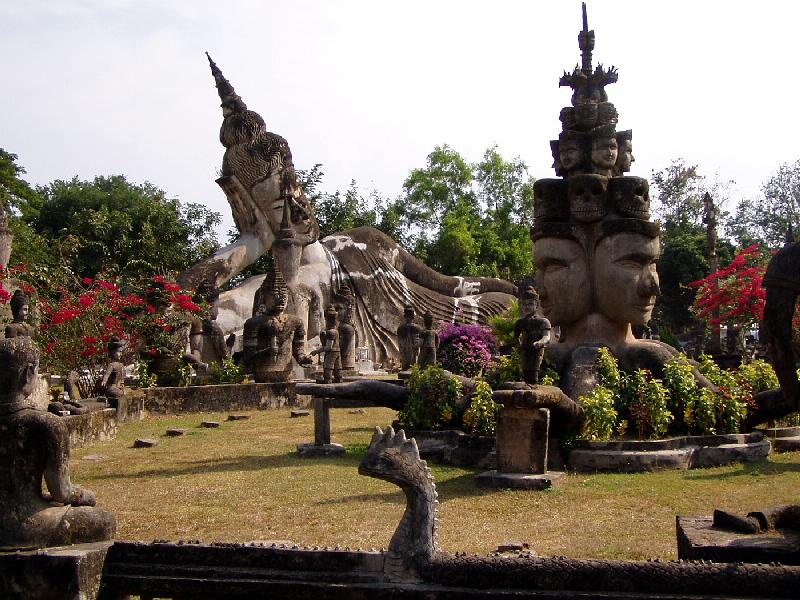
Buddha Park
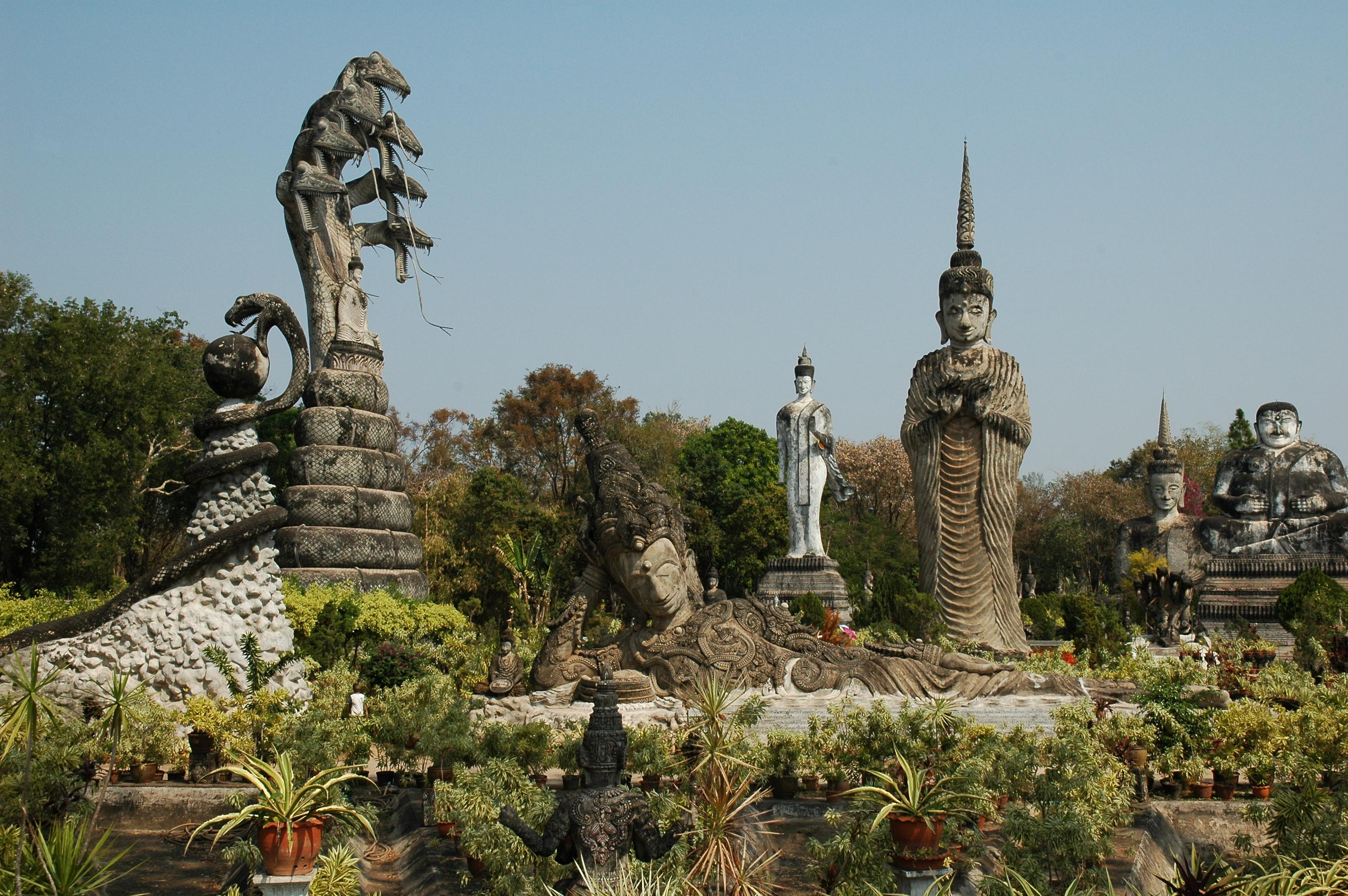
Sala Keoku